# اسیوز، سرفلیکوچسار
اسیوز، سرفلیکوچسار (به لاتین: Acıöz, Şereflikoçhisar) یک  Köy  در ترکیه است که در ankara province واقع شده‌است.